# Encycliek
Een encycliek (Littera encyclica) is een gewichtig pauselijk document van leerstellige aard. Het woord komt uit Late Latijn encyclios, een Latijnisatie van het Griekse woord ἐνκύκλιος, dat in het rond betekent. Een encycliek is dus een rondzendbrief. De eerste kwam van de hand van paus Martinus I (649-653). Het woord ‘encycliek’ werd in 1740 opnieuw overgenomen door Benedictus XIV, die zeven van zijn pauselijke bullen met deze definitie aanduidde.
De inhoud van een encycliek is niet per se onfeilbare leer - als onfeilbaar gedefinieerd wordt alleen die leer inzake geloof of zeden (of inzake de natuurwet) beschouwd, die bij definitieve act als bindend is afgekondigd en waarvan uitdrukkelijk vaststaat dat die onfeilbaar is gedefinieerd (Codex Iuris Canonici 1983, c. 749 §§ 1 en 3) -, maar de inhoud behoort wel grotendeels tot de katholieke leer in wijdere zin. Het is daarom een uitdrukking van het gewone leergezag van de paus. Encyclieken zijn (gewoonlijk) geen wetgevende teksten en zij worden tegenwoordig geadresseerd aan heel de Kerk en alle mensen van goede wil.  Veel encyclieken zijn verzameld in een serie boekjes onder de naam Ecclesia docens.
Encyclieken worden bijna altijd in het Latijn gesteld. Beroemde uitzonderingen zijn: Mit brennender Sorge (Duits) en Non abbiamo bisogno (Italiaans).

## Encyclieken sinds 1740

### Paus Benedictus XIV
Schreef 31 encyclieken, waaronder:
- Ubi primum (3 december 1740), over de verantwoordelijkheden van bisschoppen en de voorbereiding van kandidaten voor het priesterschap. Ook belangrijk omdat de paus zijn brief voor het eerst de titel ‘Epistola Encyclica’ gaf, waarmee hij de moderne reeks encyclieken inluidde.

### Paus Clemens XIII
Schreef 6 encyclieken, waaronder:
- Quam Graviter (25 juni 1766) over kerk en staat in Frankrijk
- Christianae Reipublicae (25 november 1766) tegen de verspreiding van boeken die het christelijk geloof aantasten

### Paus Clemens XIV
Screef 2 encyclieken:
- Decet Quam Maxime (21 september 1769), tegen de gewoonte in sommige landen om belastingen en bijdragen te betalen aan bisschoppen en hun medewerkers voor diensten aan de Kerk en de gelovigen
- Cum Summi Apostolatus (12 december 1769) tegen gevaarlijke ideeën en meningen die in strijd zijn met religie en de Kerk

### Paus Pius VI
Screef 8 encyclieken:
- Inscrutabile Divinae (25 dicember 1775) waarin de paus nodigt  uit om te bidden en veroordeelt de illuminisme
- Adeo Nota (23 april 1791) tegen de afschaffing van de seculiere soevereiniteitsrechten van de Heilige Stoel over de stad Avignon en de Comtat Venaissin in Frankrijk
- In Gravissimis (19 maart 1792), over de Kerk in Frankrijk na de Franse Revolutie
- Novae Hae Litterae (19 maart 1792), tegen de Civiele grondwet van de clerus in Frankrijk
- Dum Nos (19 april 1792), tegen de maatregelen van de Nationale Grondwetgevende Vergadering in Frankrijk
- Ubi Lutetiam (13 juni 1792), over de bevoegdheden van de Franse bisschoppen
- Ignotae Nemini (21 november 1792), om de Duitse kerk te prijzen voor het verwelkomen van Franse christelijke vluchtelingen
- Ad Nostras Manus (31 juli 1793), opnieuw over de situatie van de Franse kerk

### Paus Pius VII
Schreef vier encyclieken:
- Diu Satis (15 mei 1800), over de moelijke situatie van de Kerk na de Franse Revolutie
- Ex Quo Ecclesiam (24 mei 1800), om aflaten te verlenen, in plaats van het jubileum dat in het jaar 1800 niet kon worden gehouden
- Il Trionfo (4 mei 1814), na de nederlaag van Napoleon Bonaparte, om God te danken voor zijn eigen vrijheid na vijf jaar gevangenschap en om de eerste instructies te geven voor de reorganisatie van de Kerkelijke Staat
- Vineam Quam Plantavit (12 juni 1817)

### Paus Leo XII
Zie ook: Lijst van encyclieken van paus Leo XII
Schreef twee encyclieken:
- Ubi Primum (5 mei 1824), tegen Indifferentisme en Liberalisme
- Ad Plurimas (25 mei 1825), over de brand van de Basiliek van Sint-Paulus buiten de Muren in 1823

### Paus Pius VIII
Zie ook: Lijst van encyclieken van paus Pius VIII
Scheef alleen maar een encycliek tijdens zijn kort pontificaat (1829-1830):
- Traditi Humilitati (24 mei 1829), waarin de paus stelt zichzelf voor als de spirituele gids van de christelijke wereld

### Paus Gregorius XVI
Zie ook: Lijst van encyclieken van paus Gregorius XVI
Schreef 9 encyclieken: waaronder:
- Mirari Vos, (15 augustus 1832), waarin de paus diverse (toen) moderne ontwikkelingen veroordeelde

### Paus Pius IX
Zie ook: Lijst van encyclieken van paus Pius IX
Schreef 41 encyclieken: waaronder:
- Praedecessores Nostros, (25 maart 1847), waarin de paus opriep tot hulp aan Ierland
- Quanta Cura (8 december 1864), over de gevaren van het modernisme

### Paus Leo XIII
Zie ook: Lijst van encyclieken van paus Leo XIII
Schreef 85 encyclieken, waaronder:
- Supremi Apostolatus officio (1 september 1883), over de verbreiding en de versterking van de rozenkransdevotie
- Humanum Genus (20 april 1884), over de vrijmetselarij
- Octobre Mense (1891), over het rozenkransgebed in oktober
- Rerum Novarum (1891), over de arbeid en de sociale ethiek
- Providentissimus Deus (1893), over de studie van de Schrift

### Paus Pius X
Zie ook: Lijst van encyclieken van paus Pius X
Schreef 17 encyclieken, waaronder:
- Vehementer Nos (1906)
- Pascendi Dominici Gregis (8 september 1907), over de gevaren van het modernisme

### Paus Benedictus XV
Zie ook: Lijst van encyclieken van paus Benedictus XV
Schreef 12 encyclieken, waaronder:
- Ad Beatissimi Apostolorum (1 november 1914)

### Paus Pius XI
Zie ook: Lijst van encyclieken van paus Pius XI
Schreef 30 encyclieken, waaronder:
- Casti Connubii (31 december 1930), over het huwelijk
- Quadragesimo Anno (1931), 40 jaar na Rerum Novarum
- Mit Brennender Sorge (14 maart 1937), over de situatie in Duitsland
- Divini Redemptoris (19 maart 1937), over het communisme

### Paus Pius XII
Zie ook: Lijst van encyclieken van paus Pius XII
Schreef 41 encyclieken, waaronder:
- Mystici Corporis Christi (29 juni 1943)
- Deiparae Virginis Mariae (1 mei 1946)
- Mediator Dei et Hominum (20 november 1947)
- Humani Generis (12 augustus 1950)
- Ingruentiam Malorum (15 september 1951)
- Fulgens Corona (8 september 1953)
- Ecclesiae Fastos (5 juni 1954)
- Ad Caeli Reginam (11 oktober 1954)
- Haurietis Aquam in Gaudio (15 mei 1956)
- Fidei Donum (21 april 1957)
- Le Pelerinage de Lourdes (2 juli 1957)

### Paus Johannes XXIII
Zie ook: Lijst van encyclieken van paus Johannes XXIII
Schreef 8 encyclieken:
- Ad Petri Cathedram (1959)

- Sacerdotii Nostri Primordia (1959)
- Grata Recordatio (1959)
- Princeps Pastorum (1959)
- Mater et Magistra (15 mei 1961) over moderne ontwikkelingen in de sociale leer
- Aeterna Dei Sapientia (11 november 1961) over de heilige Paus Leo de Grote
- Paenitentiam Agere (1 juli 1962) over de verdiensten van boetvaardigheid
- Pacem in Terris (11 april 1963) over de vrede

### Paus Paulus VI
Zie ook : Lijst van encyclieken van paus Paulus VI
Schreef 7 encyclieken:
- Ecclesiam Suam (6 augustus 1964), over de Kerk en de voortzetting van het Tweede Vaticaans Concilie
- Mense Maio (29 april 1965), over de meimaand en het bidden van de rozenkrans
- Mysterium Fidei (3 september 1965), over de leer en de verering van de Heilige Eucharistie
- Christi Matri Rosarii (15 september 1966), over speciale gebeden ter ere van de Moeder Gods tijdens de maand oktober
- Populorum Progressio (26 maart 1967), over de ontwikkelingshulp
- Sacerdotalis Caelibatus (24 juni 1967), over het priestercelibaat
- Humanae Vitae (25 juli 1968), over het menselijk leven en de geboorteregeling

### Paus Johannes Paulus I
Deze paus heeft geen encyclieken geschreven. Vanwege zijn korte pontificaat bestaan er alleen enkele toespraken.

### Paus Johannes Paulus II
Zie ook: Lijst van encyclieken van paus Johannes Paulus II
Schreef 14 encyclieken:
- Redemptor Hominis (1979), de betekenis van Christus als verlosser
- Dives in Misericordia (1980), over de barmhartigheid
- Laborem Exercens (1981), over de arbeid
- Slavorum Apostoli (1985), over Cyrillus en Methodius, de Apostelen van de Slavische landen
- Dominum et Vivificantem (1986), over de Heilige Geest
- Redemptoris Mater (1987), over Maria, Moeder van de Verlosser
- Sollicitudo Rei Socialis (1987), over sociale ethiek
- Redemptoris Missio (1990), over de missie en de evangelisering
- Centesimus Annus (1991), 100 jaar na Rerum Novarum
- Veritatis Splendor (1993), over de kerkelijke moraalleer
- Evangelium Vitae (1995), over de waarde en de onaantastbaarheid van het menselijk leven
- Ut Unum Sint (1995), over de oecumene
- Fides et Ratio (1998), over de verhouding van geloof en rede
- Ecclesia de Eucharistia (2003), over de eucharistie

### Paus Benedictus XVI
Zie ook : Lijst van encyclieken van paus Benedictus XVI
Schreef 3 encyclieken:
- Deus Caritas Est (2006), over eros en agape, de verschillende vormen van liefde
- Spe salvi (2007), over de hoop
- Caritas in Veritate (2009), over de volledige menselijke ontwikkeling in liefde en waarheid

### Paus Franciscus
Zie ook: Lijst van encyclieken van paus Franciscus
Schreef vier encyclieken:
- Lumen Fidei (2013), over het geloof
- Laudato Si', (2015), over de milieuproblematiek
- Fratelli tutti (2020), over de broederlijkheid en de sociale vriendschap
- Dilexit nos (2024), over de menselijke en goddelijke liefde van het Hart van Jezus Christus

#### Voetnoten
1. ↑  (en) Encyclical | Pope, Catholic Church, Doctrine | Britannica. www.britannica.com. Geraadpleegd op 11 november 2023.
2. ↑  Fitz-Gibbon, Andrew L. In the World, But Not of the World: Christian Social Thinking at the End of the Twentieth Century (Religion, Politics, and Society in the New Millennium), Lexington Books, 2000, p.130, ISBN 978-0739101193. Gearchiveerd op 28 juni 2023.
3. ↑  Benedetto XIV. www.vatican.va. Geraadpleegd op 11 november 2023.
4. ↑  Clemente XIII. www.vatican.va. Geraadpleegd op 11 november 2023.
5. ↑  Clemente XIV. www.vatican.va. Geraadpleegd op 11 november 2023.
6. ↑  Pio VI. www.vatican.va. Geraadpleegd op 11 november 2023.
7. ↑  Pio VII. www.vatican.va. Geraadpleegd op 11 november 2023.
8. ↑  Leone XII. www.vatican.va. Geraadpleegd op 11 november 2023.
9. ↑  Pius VIII. www.vatican.va. Geraadpleegd op 11 november 2023.
10. ↑  Gregorio XVI. www.vatican.va. Geraadpleegd op 11 november 2023.
11. ↑  Pio IX. www.vatican.va. Geraadpleegd op 11 november 2023.
12. ↑  Encyclicals | LEO XIII. www.vatican.va. Geraadpleegd op 11 november 2023.
13. ↑  Encyclicals | PIUS X. www.vatican.va. Geraadpleegd op 11 november 2023.
14. ↑  Encyclicals | BENEDICT XV. www.vatican.va. Geraadpleegd op 11 november 2023.
15. ↑  Encyclicals | PIUS XI. www.vatican.va. Geraadpleegd op 11 november 2023.
16. ↑  Encyclicals | PIUS XII. www.vatican.va. Geraadpleegd op 11 november 2023.
17. ↑  Encicliche | Giovanni XXIII. www.vatican.va. Geraadpleegd op 11 november 2023.
18. ↑  Encicliche | Paolo VI. www.vatican.va. Geraadpleegd op 11 november 2023.
19. ↑  Encicliche | Giovanni Paolo II. www.vatican.va. Geraadpleegd op 11 november 2023.
20. ↑  Encyclicals | BENEDICT XVI. www.vatican.va. Geraadpleegd op 11 november 2023.
21. ↑  Encicliche | Francesco. www.vatican.va. Geraadpleegd op 11 november 2023.